# 発狂する唇
『発狂する唇』（はっきょうするくちびる）は、2000年に製作された日本映画。佐々木浩久監督、高橋洋脚本。三輪ひとみ主演。

## 概要
高橋洋のオリジナル脚本を、高橋の指名で佐々木浩久が監督した。香港からホン・ヤンヤンをアクション監督として招いている。また登場人物の名前の一部は高橋洋が脚本を担当した映画「新生トイレの花子さん」の流用である。

## キャスト
- 倉橋里美 - 三輪ひとみ
- 倉橋かおり - 夏川ひじり（現・麻丘実希）
- 倉橋暎子 - 吉行由実
- 倉橋美智夫 - 鈴木一真
- 間宮悦子 - 由良宜子
- 当麻平進 - 下元史朗
- 成本 - 阿部寛
- 大佐 - 大杉漣
- 刑事 - 諏訪太朗
- ルーシー - 栗林知美
- 男性レポーター - 並樹史朗
- 清彦 - 藤原壱史
- 尾行の刑事 - 鈴木一功
- 少女 - 清水蘭子、丸山香織、馬場博子、渡辺沙耶香
- 報道陣 - 根本豊、真次賢、吉野俊則、横山和裕、小林拓、小林桂太、武田竹美、宮城亜矢子
- 犠牲者の家族 - つじしんめい、久保酎吉、池田均、松田章、高橋かずみ、冬雁子、滝本ゆに、鈴木美帆、田辺久弥

## スタッフ
- 監督 - 佐々木浩久
- エグゼクティブ・プロデューサー - 横浜豊行
- プロデューサー - 一瀬隆重、石原真、熊澤尚人
- 脚本 - 高橋洋
- 撮影 - 喜久村徳章
- 照明 - 鳥越正夫
- 録音 - 岩倉雅之
- 音響効果 - 柴崎憲治
- 編集 - 大永昌弘
- 音楽 - ゲイリー芦屋
- アクション監督 - 熊欣欣
- 助監督 - 李相國
- 製作会社 - オメガ・プロジェクト
- 製作協力 - オズ

## 評価
三輪ひとみは本作で第10回日本映画プロフェッショナル大賞新人奨励賞を受賞した。